# Margueray
Margueray é uma comuna francesa na região administrativa da Normandia, no departamento Mancha. Estende-se por uma área de 4,64 km². Em 2010 a comuna tinha 130 habitantes (densidade: 28 hab./km²).